# Gullander (släkt)
Gullander är en svensk prästsläkt från Brandstads socken i Skåne. Släkten härstammar från Per Gullander (1741–1816), kyrkoherde i Brandstads socken. 

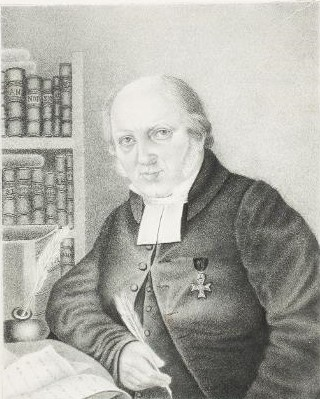
Anders Petter Gullander.

## Namnets betydelse
Gullander är ett prästnamn då det slutar med ändelsen -ander, vilket under 1700-talet var ett kännetecken för prästsläkter. 
"Gull" kommer från latinets namn för måsfåglar och "ander" kommer ifrån latinets anir (ἀνήρ) som betyder "man".  Namnet Gullander betyder "Måsman".

## Släktmedlemmar
Det fanns 2021 219 personer med efternamnet bosatta i Sverige.  

### Präster
- Anders Petter Gullander (1779–1862), kyrkoherde i Malmö Sankt Petri församling, filosof, författare, hovpredikant
- Paul Gullander (1863-1907), svensk pastor och missionär i Transvaal.
- Per Gullander (1741–1816), kyrkoherde i Brandstads socken
- Per Erik Gullander (1810–1853), kyrkoherde i Sölvesborg
- Per Magnus Gullander (1783-1841), kyrkoherde i Ilstorps socken

### Övriga medlemmar
- Nils Gullander (1749-1805), uppfinnare vid fysiska intuitionen vid Lunds Universitet
- Corfitz Gullander (1812–1854), vice häradshövding
- Per Gullander (1861–1918), professor i väg- och vattenbyggnadskonst
- Ester Gullander (1890-1978), diktare, tecknare och författare
- Bertil Gullander (1915-1999), målare och författare.